# Brian Coburn (homme politique)
Pour les articles homonymes, voir Brian Coburn et Coburn.
Brian Coburn (né vers 1945) est un homme politique provincial canadien de l'Ontario.

## Biographie
Coburn étudie à la Brock University de St. Catharines. Homme d'affaires local, il sert durant dix ans en tant que maire de Cumberland (en).

## Politique
Élu député dans du parti progressiste-conservateur dans la nouvelle circonscription de Carleton—Gloucester en 1999, il défait le candidat libéral en raison d'un vote de protestation des électeurs se plaignant de la pression qu'exercent les travailleurs de la construction provenant du Québec sur l'emploie local.
En 2001, il fait son entrée au cabinet de Mike Harris en devenant ministre de l'Agriculture, de l'Alimentation et des Affaires rurales (en).
Après avoir endossé la candidature d'Ernie Eves pour remplacer Harris, Eves le nomme, en avril 2002, ministre associé aux Affaires municipales et au Logement (en) avec une responsabilité pour les Affaires rurales. En février 2003, il est déplacé au Tourisme et de la Culture (en).
Il est défait en 2003 en partie du fait de l'insatisfaction des électeurs face aux augmentations des tarifs d'électricité durant les gouvernements Harris et Eves. En 2004, il soutient Frank Klees (en) à la chefferie des Progressistes-conservateurs.